# Bellmund
Bellmund (gsw. Bäumung; fr. Belmont) – gmina (niem. Einwohnergemeinde) w Szwajcarii, w kantonie Berno, w regionie administracyjnym Seeland, w okręgu Biel/Bienne. 

## Demografia
W Bellmundzie mieszkają 1 723 osoby. W 2020 roku 7,7% populacji gminy stanowiły osoby urodzone poza Szwajcarią.

## Transport
Przez teren gminy przebiega droga główna nr 235.